# 17251 Vondracek
17251 Vondracek là một tiểu hành tinh vành đai chính với chu kỳ quỹ đạo là 1263.2755788 ngày (3.46 năm).
Nó được phát hiện ngày 7 tháng 4 năm 2000.